# Терцорио
Терцорио (итал. Terzorio) — коммуна в Италии, располагается в регионе Лигурия, в провинции Империя.
Население составляет 208 человек (2008 г.), плотность населения составляет 112 чел./км². Занимает площадь 2 км². Почтовый индекс — 18010. Телефонный код — 0184.
Покровителем коммуны почитается Иоанн Креститель, празднование 29 августа.

## Демография
Динамика населения:

## Администрация коммуны
- Официальный сайт: https://web.archive.org/web/20060822085718/http://www.comunediterzorio.net/